# Arbeitsgericht Scheinfeld
Das Arbeitsgericht Scheinfeld war ein bayerisches Arbeitsgericht mit Sitz in Scheinfeld.

## Geschichte
Gemäß Arbeitsgerichtsgesetz vom 23. Dezember 1926 wurden in Deutschland Arbeitsgerichte gebildet. Diese waren nur in der ersten Instanz organisatorisch selbstständige Gerichte, die Landesarbeitsgerichte waren den Landgerichten zugeordnet. Am Landgericht Nürnberg entstand so 1927 das Landesarbeitsgericht Nürnberg als eines von 23 Landesarbeitsgerichten in Bayern. In Scheinfeld entstand das Arbeitsgericht Scheinfeld als eines von zwölf Arbeitsgerichten des Landesarbeitsgerichtes. Sein Sprengel umfasste den Gerichtsbezirk des Amtsgerichtes Scheinfeld. Es bestand eine allgemeine Kammer für Arbeiter und Angestellte und eine Kammer für das Handwerk.
Bereits 1929 wurde die Zahl der Arbeitsgerichte deutlich reduziert. Das Arbeitsgericht Scheinfeld wurde aufgehoben und sein Sprengel dem Arbeitsgericht Neustadt an der Aisch zugeordnet.